# Dourado
Dourado este un oraș în São Paulo (SP), Brazilia.